# Dallas Smith (Eishockeyspieler)
Dallas Earl Smith (* 10. Oktober 1941 in Hamiota, Manitoba) ist ein ehemaliger kanadischer Eishockeyspieler (Verteidiger), der von 1959 bis 1978 für die Boston Bruins und New York Rangers in der National Hockey League spielte.

## Karriere
Nach einigen Jahren bei den Estevan Bruins in der Saskatchewan Junior Hockey League holten die Boston Bruins ihn zur Saison 1959/60 für fünf Spiele in die NHL. Nachdem er das darauffolgende Jahr komplett bei den Bruins verbracht hatte, spielte er die nächsten Spielzeiten bei den Pittsburgh Hornets in der American Hockey League sowie bei den Portland Buckaroos und den San Francisco Seals in der Western Hockey League.
Ab der Saison 1965/66 kam Smith wieder zu Einsätzen in Boston, spielte aber auch in der Central Professional Hockey League bei den Oklahoma City Blazers. Erst als die NHL um sechs zusätzliche Teams erweitert wurde, schaffte er in der Saison 1967/68 den Durchbruch. In diesem Jahr wurde erstmals die Plus/Minus-Wertung eingeführt, die er mit +33 anführte. Smith spielte in einer Reihe mit dem jungen offensiv ausgerichteten Bobby Orr und übernahm die defensiven Aufgaben des Verteidigerduos. 
Von 1971 bis 1974 spielte er viermal in Folge beim NHL All-Star Game. Nach der Saison 1976/77 erklärte er seinen Rücktritt, doch sein ehemaliger Teamkamerad Phil Esposito überredete ihn noch ein Jahr für die New York Rangers zu spielen. Mit seinen Leistungen in New York war er jedoch nicht zufrieden und bedauerte seine Rückkehr. Nach Ende der Saison hängte er seine Schlittschuhe endgültig an den Nagel.

## Sportliche Erfolge
- Stanley Cup: 1970 und 1972

### Persönliche Auszeichnungen
- CPHL Second All-Star Team: 1966
- Führender der Plus/Minus-Wertung: 1968 (seit 1983 wurde hierfür der NHL Plus/Minus Award vergeben)
- Teilnahme am NHL All-Star Game: 1971, 1972, 1973 und 1974